# Avortement sélectif
 (mars 2020).
Pour les articles homonymes, voir ISG.
Un avortement sélectif est un avortement volontaire et motivé par une ou plusieurs caractéristiques de l'enfant à naître, considérées comme indésirables, telles que son sexe, une grossesse multiple non-désirée ou dangereuse pour la santé de la mère (interruption sélective de grossesse ou ISG en médecine française), un handicap, ou encore une maladie génétique.

## Sélection en fonction du sexe
L'avortement sexo-sélectif concerne principalement les fœtus de sexe féminin, dans des pays où les normes culturelles valorisent les garçons par rapport aux filles, notamment en Asie de l'est et du sud, ou dans le Caucase et le sud-est de l'Europe,.
Les avortements sexo-sélectifs affectent le sex-ratio d'une classe d'âge,. En 1994, plus de 180 états se sont engagés à éliminer cette pratique contre les filles. En 2011, l'Assemblée parlementaire du Conseil de l'Europe condamne la pratique de la détermination prénatale du sexe.

## Sélection pour grossesse multiple
En cas de grossesse multiple, un avortement sélectif peut concerner un ou plusieurs embryons ou fœtus. En France, cette procédure est nommée « interruption sélective de grossesse », également connue sous le sigle ISG. Elle concerne les femmes enceintes de jumeaux, en portant seulement sur l'un des deux fœtus, parce qu'il est porteur d'une maladie pouvant constituer une raison médicale pour interrompre la grossesse au-delà du délai légal, mais que l'autre est sain, si bien qu'il n'est pas possible d'avorter de ce dernier par la même occasion.

## Sélection en fonction du handicap
La question de l'avortement sélectif des personnes handicapées hérite d'un passé eugéniste, marqué par la volonté d'éliminer les « fœtus défectueux ». Il en résulte un « traumatisme historique » expérimenté par les communautés de personnes handicapées, tout particulièrement en ce qui concerne la génétique humaine.
La professeure Marsha Saxton (Université de Californie à Berkeley) note que les avancées du droit international ont permis de nombreuses reconnaissances pour les personnes handicapées, mais que les progrès médicaux en termes de dépistage prénatal pourraient parallèlement mener à une élimination complète des naissances de bébés porteurs d'un handicap. Il existe ainsi des volontés médicales et politiques d'empêcher toute naissance avec certains handicaps préalablement détectables, tels que la trisomie 21 et la spina bifida, favorisées par le lien de cause à effet entre dépistage / diagnostic prénatal du handicap, et recours à une interruption de grossesse.
Bien que les médecins et les personnes handicapées défendent tous le « meilleur » pour leur santé, leurs points de vue peuvent, à ce titre, s'opposer. D'après le Pr en droit Paul Steven Miller (en) et Rebecca Leah Levine, le point de vue médical est largement entendu et diffusé dans le cadre de la mise en place des politiques de dépistage et d'interruption de grossesse, mais ce n'est pas le cas de celui des personnes handicapées, qui voient cela comme un moyen d'empêcher les futures naissances de personnes comme elles.

### En France
L'avortement thérapeutique est mobilisable dès les années 1950, en prévention de handicaps congénitaux. Raymond Turpin s'inquiète en 1956 du taux de survie des bébés handicapés : 

« L’amélioration progressive des conditions de l’hygiène générale et alimentaire, les possibilités toujours accrues de la lutte contre la stérilité, la mortalité in utero, la mortalité néonatale, en contrepartie de leurs immenses bienfaits, contrecarrent la sélection naturelle, et l’on est en droit d’en attendre une meilleure survie d’œufs et d’embryons fragiles qui fournissent un important contingent de nouveau-nés malformés »

— Raymond Turpin
Les politiques françaises de prévention du handicap à la naissance se fondent sur des considérations de coût pour la société, comme le stipule l'introduction du rapport des professeurs Alexandre Minkowski et Thieffry, dirigé en 1969 par Maurice Lamy : « les infirmes moteurs cérébraux, qui souffrent du maximum de handicaps réunis, sont au nombre d’environ 125 000 et leurs coûts financiers et humains pour la société est incalculables ». Le Haut Comité de la santé publique déclare en janvier 1994 que « L’analyse coût-bénéfice, quand elle se contente d’opposer le coût collectif des amniocentèses et des caryotypes et celui de la prise en charge des enfants handicapés qui n’auraient pas été dépistés – et sous l’hypothèse qu’un diagnostic positif est suivi systématiquement d’une interruption médicale de grossesse – , montre que l’activité de DPN (diagnostic prénatal) est tout à fait justifiée pour la collectivité »,.
Le premier plan périnatalité français est lancé en 1972, dans l'objectif, entre autres, de prévenir les handicaps à la naissance. La généticienne du Centre international de l'enfance Joëlle Boué demande cette même année si les « anomalies chromosomiques » (incluant la trisomie 21), une fois mises en évidence, peuvent être « évitées à terme ». Elle travaille avec son mari André Boué à la mise en place du diagnostic prénatal pour les femmes de 40 ans et plus, afin de rechercher la trisomie 21. La proposition systématique de caryotype fœtal pour les futures mères de plus de 40 ans fait du diagnostic prénatal un « outil de santé publique destiné à réduire (voire supprimer) la prévalence de la trisomie 21 », entraînant au début des années 1970 un vaste débat autour de la notion d'« avortement eugénique ». Depuis 1975, la loi Veil distingue l’avortement pour « détresse maternelle » et l'interruption médicale de grossesse, autorisé sans limite de terme s'« il existe une forte probabilité que l’enfant à naître soit atteint d’une affection d’une particulière gravité reconnue comme incurable au moment du diagnostic ». 
La France pratique une sélection des naissances, et procède à un dépistage systématique de la trisomie 21 à partir des années 1990, pris en charge par l’assurance maladie à partir de 1997. 
Le comité consultatif national d'éthique déclare en 2001 que « la multiplication et les performances accrues des examens de dépistage prénatal peuvent donner lieu, en cas d'annonce d'un risque ou de découverte d'un handicap grave, à des conduites d'interruption de grossesse de plus en plus facilement acceptées par notre société. Ces manières de faire, considérées dans leur ensemble, pourraient à la limite être considérées comme une sorte d'eugénisme, mais aucune étude statistique ou épidémiologique ne montre, à ce jour, que le nombre d'IVG ait augmenté en raison de la découverte "d'anomalies " ».
En 2009, 92 % des trisomies sont dépistées et 96 % de ces cas dépistés débouchent sur une interruption de grossesse, ce qui en fait le taux le plus élevé d'Europe.

### Aux États-Unis
Une pensée eugéniste s'est largement diffusée parmi les élites américaines durant les années 1920 et 1930. Margaret Sanger est ouvertement eugéniste, écrivant en 1922 dans The Pivot of Civilization que « The most urgent problem today is how to limit and discourage the over-fertility of the mentally and physically defective » (le problème le plus urgent aujourd'hui est la manière de limiter et de décourager la sur-fertilité des déficients mentaux et physiques),.
Un débat éthique fait rage autour du droit à l'avortement en cas de détection d'une trisomie 21. Le Dakota du Nord, l'Indiana et l'Ohio interdisent l'avortement en cas de détection prénatale de ce handicap.

### Au Royaume-Uni
En 2017, Kevin Shinkwin, personnalité membre de la chambre des lords britannique ayant un handicap visible de naissance, souligne la différence de traitement dans les lois britannique sur l'interruption de grossesse, entre les fœtus handicapés et non-handicapés, les fœtus handicapés pouvant être légalement éliminés au delà du délai légal d'interruption de grossesse applicable aux fœtus non-handicapés. Il déclare à cette occasion que « les personnes porteuses de handicap congénital sont menacées d’extinction », dénonçant « l'incohérence grotesque » de cette forme d'eugénisme anténatal.

### Questions éthiques soulevées
L'ONU signale dans un rapport adressé au conseil des droits de l'homme, et daté du 17 décembre 2019, la pérennité du « regard négatif (capacitisme) porté sur la valeur de la vie de ces personnes [handicapées] » dans de nombreuses sociétés, ajoutant que « le sentiment que les personnes handicapées sont des personnes qui n’auraient pas dû naître » reste fortement présent, voire se renforce. Le philosophe utilitariste australien Peter Singer écrit dans Questions d'éthique pratique, en 1979, que killing a defective infant is not morally equivalent to killing a person. Very often it is not wrong at all (« tuer un enfant handicapé n'est pas moralement équivalent à tuer une personne. Très souvent, ce n'est pas du tout un problème »).
En ce qui concerne l’avortement sélectif (entre autres), « les militants des droits des personnes handicapées s’accordent à considérer que les analyses bioéthiques servent souvent de justification éthique à une nouvelle forme d’eugénisme ». Le rapport de l'ONU cite dans ce cadre les « dispositions législatives qui allongent les délais légaux d’avortement ou qui, à titre exceptionnel, autorisent l’avortement en cas de malformation du fœtus ». De plus, « la recherche biomédicale sur certains troubles, tels que l’autisme, soulève l’épineuse question de savoir s’il est souhaitable de prévenir de tels troubles, tant cela aura pour effet d’appauvrir la diversité humaine ».
La détection du nanisme pseudoachondroplasique, caractérisé par une très petite taille et un faciès typique sans déficience intellectuelle, est facilement acceptée comme motif d'interruption médicale de grossesse (à 80 %) en France en 1997. Le médecin français Pierre Maroteaux dénonce cette situation l'année précédente : « dans l'optique actuelle de notre monde occidental il est impossible de réussir sa vie si certains critères de taille, de poids ou de situation, ne sont pas réunis. Plus grave est le rejet de ceux qui ne répondent pas à ces critères (...). Les sujets de petite taille ont-ils encore le droit de vivre ? ».